# Mariano Damián Barbosa
Mariano Barbosa (Lanús, 27 de juliol de 1984) és un futbolista professional argentí, que ocupa la posició de porter.

## Trajectòria esportiva
Va iniciar la seua carrera al Banfield, del seu país natal. El 2005 fitxa pel Vila-real CF, de la primera divisió espanyola. Al conjunt valencià hi seria suplent de Viera, tot i que hi disputaria alguns partits, destacant en una semifinal de la Champions League 05/06 contra l'Arsenal. El 2007, l'arribada de Diego López a la porteria grogueta causa la seua sortida cap al Recreativo de Huelva, on serà suplent de Sorrentino.
El 2008 retorna al seu país per jugar amb Estudiantes de La Plata, que el cedeix a River Plate. L'estiu del 2009 recala al FC Atlas mexicà.
El 16 de juliol de 2014 Barbosa fitxà pel Sevilla FC amb un cotracte de dos anys. El 15 de juny de l'any següent, havent estat relegat a la tercera opció a la porteria a causa de l'emergència de Sergio Rico, va rescindir el contracte.
El 9 de juliol de 2015 Barbosa retornà al Vila-real CF, amb un contracte per dos anys.

## Internacional
Ha estat internacional sub-21 amb l'Argentina. Va ser el porter reserva del combinat argentí al Mundial sub-20 del 2003.